# فریت ویدمن‌اشتاتن
فریت ویدمن‌اشتاتن (Widmanstätten ferrite) یکی از مورفولوژی‌های فریت به شکل صفحات جانبی است که با رابطهٔ جهتی KS (کوردجوموف-ساچز) در داخل دانه‌های اوستنیت رشد می‌کند. فریت ویدمن‌اشتاتن اولیه مستقیماً از سطح دانه‌های اوستنیت جوانه‌زده و رشد می‌کند ولی فریت ویدمن‌اشتاتن ثانویه از فریت آلوتریومورفیک موجود در ساختار حاصل می‌شود.

## مکانیزم رشد
دو مکانیزم رشد برای فریت ویدمن‌اشتاتن پیشنهاد شده‌است. در مکانیزم اول رشد به حرکت جانبی سطح مشترک نیمه‌همدوس با پله‌های کوچک در سطح مشترک نسبت داده می‌شود. در مکانیزم دوم رشد به نوعی استحاله جابجاساز نسبت داده می‌شود.